# Spoorlijn Naouas - Mimizan-Plage
De spoorlijn Naouas - Mimizan-Plage was een Franse spoorlijn van Biscarrosse naar Mimizan. De lijn was 22,7 km lang.

## Geschiedenis
De lijn werd geopend door de Société des chemins de fer du Born et du Marensin op 28 april 1909. Tot 15 mei 1939 was er personenvervoer en tot 1 maart 1957 goederenvervoer, daarna is de lijn gesloten en opgebroken.

## Aansluitingen
In de volgende plaatsen is of was er een aansluiting op de volgende spoorlijnen:
Naouas
lijn tussen Ychoux en Biscarrosse-Plage
Mimizan-Plage
lijn tussen Naouas en Mimizan-Plage